# 2channel
2channel (2ちゃんねる ni channeru?,  apocopado como 2ch y pronunciado como nichan) es un foro de Internet japonés, uno de los mayores del mundo. Ha ganado una gran influencia en la sociedad japonesa, acercándolo a los medios de comunicación masivos tradicionales como la radio, televisión y revistas.

## Historia
2channel fue abierto el 30 de mayo de 1999 en un apartamento universitario en Arkansas, Estados Unidos por Hiroyuki Nishimura, conocido simplemente como "Hiroyuki" (ひろゆき). Hoy en día, la mayoría de las personas del grupo de moderadores son voluntarios, seleccionados y escogidos dentro del grupo de usuarios de 2channel. 2channel no es un sitio comercial pero mantiene banners de anuncios provistos por la compañía que aloja a 2ch en un servidor UNIX a cambio de proveer precios especiales.
Mantiene más de 600 tablones activos (en japonés ita) en los que tratan temas como las noticias sociales, computación, y cocina, haciendo el foro más extenso en Japón. Cada tablón posee usualmente miles de temas específicos.[cita requerida]
2ch opera bajo un software innovador para foros que es la salida más importante de un Bulletin Board System desde los años 80 o la salida de softwares de foro en como vBulletin en los años 1990. Lo más significativo, es que prácticamente todo es hecho de forma anónima y voluntaria. 
Cada tema esté limitado a 1000 respuestas, límite que una vez conseguido, solo puede continuar a través de la apertura de un tema nuevo (generalmente por algún usuario anónimo, seleccionado durante la discusión). Esto previene que surjan temas antiguos y mantiene los temas activos arriba. Además, disminuye el consumo de ancho de banda, una de las mayores preocupaciones en foros del tamaño de 2channel. Los temas antiguos son movidos a un archivo y son posteriormente borrados. Este sistema no se ve en la mayoría de los foros occidentales, pero algunos pocos como Neopets cierran los temas de forma automática cuando alcanzan cierto número de mensajes.
Con la popularidad de estos foros, el estilo de foros de Internet con anonimato, índice, y otras características que lo hacen conocerse como el "estilo 2ch".
Antes de que existiera 2ch, existía un foro muy popular llamado "Amezou" あめぞう. Cuando en un momento dado, se produjo un Error en el Server del Amezou; apareció el famoso "2ch" como un refugio al popular foro (de ahí, considerando a "Amezou" como el primer canal (1ch) nació "2ch" como el segundo canal del foro "Amezou"). Como historia urbana, se dice que el error en el server del foro Amezou fue causado por "Hiroyuki", ya que hizo un chiste en el mismo y no le dieron artículo por la acción. Lo que fue el detonante para crear un foro sobre la base de lo que ya tenía.

## Cultura
Debido a que los propósitos de los servicios de 2ch son similares a los de Usenet, la cultura y costumbres de los participantes de 2channel es similar con la cultura de Usenet. Se sabe de organizaciones importantes o muy conocida que han dejado mensajes o navegado en el foro, esto a pesar de que el foro es considerado por muchos como underground, a pesar de su amplia aceptación.
Los visitantes frecuentes de 2channel se llaman así mismos "2チャンネラー>" (que significa "2cher", pronunciado "ni-chan-ne-raa", en rōmaji, "ni channerā"). Aunque sus temas varían ampliamente entre tablones, 2channel mantiene su unidad mediante una misma conexión cultural. Muchos personajes virtuales, como Monā y Giko se han desarrollado desde sus inicios, y son ampliamente conocidos y aceptados como mascotas por toda la comunidad. El ahora famoso personaje de parodia, Soy Sauce Warrior Kikkoman, fue creado por miembros de los foros de 2ch, así como sus películas en Flash.
Los miembros de 2channel participan en varios proyectos de computación distribuida como el United Devices Cancer Research Project y SETI@home. 2channel es el actual líder del proyecto UD, con el mayor resultado y puntuación total, así como el de mayor número de participantes.[cita requerida]

### Anonimato
Una de las características más sobresalientes de 2channel es la libertad absoluta de publicar mensajes de forma anónima. Esta es una de las novedades más grandes dentro de los foros de Internet de idiomas occidentales (inglés en este caso), los cuales en su mayoría requieren el registro de usuarios, usualmente de la mano de una verificación por correo electrónico para asegurar la identificación de la persona. En 2channel hay un campo disponible para el nombre pero apenas es utilizado. Poner el nombre en este campo, a menos que se trate de una razón carente de propósito, sirve para que miembros antiguos identifiquen a los usuarios como novatos que no entienden el sistema o la cultura, administradores, o alguien que busca fama.
La razón para permitir la publicación de mensajes anónimos fue dada en una entrevista por el fundador de 2channel para el Japan Media Review (traducida del inglés):
P: ¿Por qué decidiste permitir el anonimato, sin siquiera requerir un nombre de usuario?
C: Debido a que publicar noticias sin tomar ningún riesgo es algo muy importante para nosotros. Existe una gran cantidad de información revelada o noticias secretas recolectadas en 2channel. Poca gente publicaría este tipo de información tomándose el riesgo. Por otra parte, la gente puede verdaderamente solo si los demás no le conocen.
Si existe una identidad asociada al usuario, la discusión tiende a convertirse en un juego de crítica. Por otro lado, bajo el sistema de anonimato, aunque tu opinión/información sea criticada, no sabrás quien se enfadará. Además con la identidad de usuario, aquellos que participan en los sitios por mucho tiempo tienden a tener autoridad, y se le hace difícil a otros usuarios llevarle la contraria. Bajo un sistema de anonimato perfecto, tu puedes decir, "esto es aburrido," si es realmente aburrido. Toda la información es tratada de igual forma; solo los argumentos certeros funcionaran.

### VIPPERs
Los usuarios de la sección más grande de 2channel (ニュース速報(VIP), también llamado News for VIP) se llaman a sí mismos VIPPERs. Los tópicos comunes incluyen comentarios en TV en línea y la organización de diferentes eventos, aunque la gran mayoría de temas son conversaciones breves (News for VIP es considerado un tablón de chat dentro de 2ch). Ellos también organizan eventos flashmob, que se han convertido en uno de sus pasatiempos más populares. Estos con frecuencia suben videos etiquetados de "MAD" en Nico Nico Douga en los cuales implementan su propia jerga.